# Georg Streitberger
Georg Streitberger (ur. 26 kwietnia 1981 w Zell am See) – austriacki narciarz alpejski, mistrz świata juniorów.

## Kariera
Po raz pierwszy na arenie międzynarodowej Georg Streitberger pojawił się 5 grudnia 1996 roku w Kaunertal, gdzie w zawodach University Race w slalomie zajął 44. miejsce. W 2000 roku wystartował na mistrzostwach świata juniorów w Québecu, zdobywając złoty medal w gigancie. Na rozgrywanych rok później mistrzostwach świata juniorów w Verbier zajął szóste miejsce w supergigancie i dziewiąty w biegu zjazdowym.
W zawodach Pucharu Świata zadebiutował 18 marca 2000 roku w Bormio, gdzie zajął 24. miejsce w gigancie. Tym samym już w swoim debiucie wywalczył pierwsze pucharowe punkty. Na podium po raz pierwszy stanął 2 marca 2008 roku w Kvitfjell, wygrywając supergiganta. W zawodach tych wyprzedził bezpośrednio Bode Millera z USA oraz Didiera Cuche'a ze Szwajcarii. Najlepsze wyniki osiągnął w sezonie 2012/2013, który ukończył na dziewiętnastej pozycji w klasyfikacji generalnej. Był też między innymi drugi za Tedem Ligetym w klasyfikacji giganta w sezonie 2010/2011.
W 2010 roku wystartował na igrzyskach olimpijskich w Vancouver, gdzie jego najlepszym wynikiem było siedemnaste miejsce w supergigancie. Na rozgrywanych cztery lata później igrzyskach olimpijskich w Soczi był siedemnasty w zjeździe, a w supergigancie zajął 21. miejsce. Był też między innymi ósmy w supergigancie podczas mistrzostw świata w Vail/Beaver Creek w 2015 roku.

## Osiągnięcia

### Igrzyska olimpijskie
| Miejsce | Dzień     | Rok  | Miejscowość | Konkurencja     | Czas biegu  | Strata  | Zwycięzca          |
| ------- | --------- | ---- | ----------- | --------------- | ----------- | ------- | ------------------ |
| 17.     | 19 lutego | 2010 | Vancouver   | Supergigant     | 1:31,21 min | +1,15 s | Aksel Lund Svindal |
| DNF2    | 21 lutego | 2010 | Vancouver   | Superkombinacja | 2:46,50 min | -       | Bode Miller        |
| 17.     | 9 lutego  | 2014 | Soczi       | Zjazd           | 2:06,23 min | +1,63 s | Matthias Mayer     |
| 21.     | 16 lutego | 2014 | Soczi       | Supergigant     | 1:18,14 min | +1,63 s | Kjetil Jansrud     |

### Mistrzostwa świata
| Miejsce | Dzień    | Rok  | Miejscowość       | Konkurencja | Czas biegu  | Strata  | Zwycięzca       |
| ------- | -------- | ---- | ----------------- | ----------- | ----------- | ------- | --------------- |
| 10.     | 6 lutego | 2013 | Schladming        | Supergigant | 1:23,96 min | +1,34 s | Ted Ligety      |
| 8.      | 5 lutego | 2015 | Vail/Beaver Creek | Supergigant | 1:15,68 min | +0,54 s | Hannes Reichelt |
| 29.     | 7 lutego | 2015 | Vail/Beaver Creek | Zjazd       | 1:43,18 min | +2,50 s | Patrick Küng    |

### Mistrzostwa świata juniorów
| Miejsce | Dzień     | Rok  | Miejscowość | Konkurencja | Czas biegu  | Strata  | Zwycięzca            |
| ------- | --------- | ---- | ----------- | ----------- | ----------- | ------- | -------------------- |
| 1.      | 26 lutego | 2000 | Québec      | Gigant      | 1:52,09 min | -       | -                    |
| 9.      | 5 lutego  | 2001 | Verbier     | Zjazd       | 1:30,23 min | +1,59 s | Thomas Graggaber     |
| 6.      | 6 lutego  | 2001 | Verbier     | Supergigant | 1:28,17 min | +1,58 s | Christoph Kornberger |

### Puchar Świata

#### Miejsca w klasyfikacji generalnej
- sezon 2004/2005: 116.
- sezon 2005/2006:  –
- sezon 2006/2007: 45.
- sezon 2007/2008: 33.
- sezon 2008/2009: 50.
- sezon 2009/2010: 48.
- sezon 2010/2011: 24.
- sezon 2011/2012: 52.
- sezon 2012/2013: 19.
- sezon 2013/2014: 23.
- sezon 2014/2015: 23.

#### Zwycięstwa w zawodach
1. Kvitfjell – 2 marca 2008 (supergigant)
2. Beaver Creek – 4 grudnia 2010 (supergigant)
3. Kvitfjell – 28 lutego 2014 (zjazd)

#### Pozostałe miejsca na podium w zawodach
1. Kitzbühel – 22 stycznia 2010 (supergigant) – 3. miejsce
2. Kitzbühel – 21 stycznia 2011 (supergigant) – 2.miejsce
3. Ga-Pa – 23 lutego 2013 (zjazd) – 2. miejsce
4. Kvitfjell – 3 marca 2013 (supergigant) – 2. miejsce
5. Lake Louise – 1 grudnia 2013 (supergigant) – 3. miejsce
6. Kitzbühel – 23 stycznia 2015 (supergigant) – 3. miejsce

- W sumie (3 zwycięstwa, 3 drugie i 3 trzecie miejsca).